# 柳澤紀子
柳澤 紀子（柳沢 紀子、やなぎさわ のりこ、1940年5月30日 - ）は、日本の版画家、美術家、学者。武蔵野美術大学造形学部教授。

## 略歴
静岡県浜松市にて誕生。浜松市立高等学校を経て、1965年、東京藝術大学大学院を修了。その後、アメリカ合衆国ニューヨーク州に渡り、デザイン、版画といった美術への造詣を深める。帰国後は静岡県掛川市に居を構えアーティストとして活躍し、精力的に作品を発表する。
- 1940年5月30日：静岡県浜松市に生まれる。
- 1959：東京藝術大学美術学部油絵専攻入学
- 1963：東京藝術大学美術学部油絵専攻卒業
- 1965：東京藝術大学大学院油画研究科油画専攻修了
- 1971～1975：ニューヨーク滞在・制作
- 1992：文化庁は県芸術家在外研究員としてロンドン滞在
- 2003～2011：武蔵野美術大学造形学部油絵学科版画研究室教授[2]

## 人物
東京芸術大学では林武に油彩を学び、当時「最も影響を受けたのはゴーギャン」「版画の様々な制約の中自分が日常感じている矛盾、情念的なものをどれだけ表現出来るか」に意欲がわき、版画を志す。(「出会い」 静岡新聞 1982年1月12日)
東京芸術大学四年から大学院時代に、駒井哲郎に銅版画のてほどきをうける。「林先生の土俗的情熱と駒井先生の都会的感性 〜 思えば、私は銅板とシルクスクリーンの上で、この二つの要素の絡み合いの中に少しでも新しいものをみいだすために努力している」と振り返る。そして「葉書大の銅版にただ針で描いて腐蝕させただけ」の作品3点の処女作を芸大祭りに展示したら、吉屋信子が購入。そのお金でニードルの針を買い、銅版画のとりこに。「油絵と並べて少しも軽く無い強い版画を作りたい」(小笠原流押花9月号 昭和41年) 
結婚後、夫の勤務の都合で1971年（昭和46年）から4年間、ニューヨークのブルックリンハイツに住む。当時全盛だったアンディ・ウォーホルの作品を見て影響を受け、シルクスクリーンの世界に目覚め「自分の幅をぐっとおおきく広げてくれた」という。
渡米して美術を学んだ経験からイサム・ノグチらアメリカ合衆国のアーティストについても詳しい。
夫は元衆議院議員（自由民主党）柳澤伯夫（現・城西国際大学学長）である。紀子が大学院生当時、大蔵省職員の伯夫と出会い交際が始まった。なお、知り合ったきっかけは知人の紹介である。伯夫の「女性は子供を産む機械」発言を知った際、紀子は「なんでこんなバカなこと言ったのよ」と伯夫に向かって怒鳴ったため、伯夫が紀子に謝罪した。
娘は関西学院大学神学部准教授の柳澤田実である。

## 作品
東京藝術大学では油絵を学んでいたものの、後に版画に転向した。現在では、作品の多くはエッチングなどの技法を用いた銅版画であるが、稀に横幅50メートルを超える壁画などの作品も創作している。
テーマは「身体と精神の関係」であり、描かれる身体にはアンモナイトや翼、舟、水、樹木などのイメージが重ね合わされ、人と自然や文明、時間など多様なテーマが共鳴している」また3.11前から核をテーマにした「test-zone」（核実験場）などの作品や、和紙を活用したミクストメディアによる大作にも活動領域を広げている。
作品の主要なモチーフ  (国立国際美術館長/詩人・建畠哲との対談から)
- 人体：出発はアフリカの男性。出会いはニューヨーク。ワークショップで出会った黒人達の肉体は様々な要素を抱えて強烈だったが、当時、自分の周辺ではあまり男性は描かれていなかったので描かなければとおもった。
- 翼：ニューヨーク以後。あくまでも形と色。何かで「翼は重いもの」というのを読んで納得出来たから軽やかじゃない重い翼を描いている。(同上)
- 犬：インドのベナレスでたくさんの犬がいて、人が焼かれたあと焼き場にわーっときて燃え残りを食べる。でもみな優しい顔していた。びっくりして、そこから描き始めた。
- 廃船：舟も身体もやがて朽ちて行く。ぎりぎりのところで生きている、大変な状況でそんざいしているという姿を描きたい。
- 水：浜名湖のほとりで生まれて、最初から水にめぐまれてスタートした。子供を産んで育てた経験でたとえば臍の尾でつながっている。自分は自分の母へ、母はそのまた母へと…原初につながっていく気持ちがある。人間は海からでてきたそうだし。
- アンモナイト：形態がエロティックで有機的、無機的でふしぎな、大地がつくった版画のよう。

## 職歴
- 文化庁特別派遣芸術家在外研修員。
- 武蔵野美術大学造形学部油絵学科版画専攻教授。
- 財団法人イサム・ノグチ日本財団評議員。

## 受賞
数多くの賞を受賞している中で幾つかを記載した。なお、詳細は「MAU-油絵学科研究室」など他資料を参照。
- 日本版画協会展日本版画協会賞（日本版画家協会）。
- 静岡文化奨励賞（静岡県教育委員会）。

### 主な受賞歴
- 1963：サロン・ド・プランタン賞（東京芸術大学）[2]
- 1964：第32回日本版画協会賞（「聖」「Lips」）[2]
- 1999：東京ステーションギャラリー賞（水邊の庭'99）[2]
- 2001：第10回山口源大賞（水邊の庭V）[2]
- 2011：紺綬褒章[3]

## 評価
「日本には約5000人の版画家がいますが、彼女はそのトップ50に入る実力の持ち主」と評され、「斬新かつユニーク、独創性溢れる作品を生み出すことで知られ」ている。柳澤の作品は美術品であるため、その金銭的価値も市場評価に左右され一概には記述できないが、一例を挙げると、壁画の原画を手がけた際は「11万1111円」が柳澤に支払われている。
太田川護岸に壁画を描くなどの活動が疑問視されることがあり、2002年7月9日の衆議院財務金融委員会の審議にて、衆議院議員五十嵐文彦から金融担当大臣柳澤伯夫に対し紀子の作品に関する質問がされるなど、国会でも話題を集めている。

## 観覧
作品は各地の美術館などに収蔵されており、一般の観覧者が鑑賞できる作品も多い。
- ブルガリア国立美術館 - （ブルガリア共和国ソフィア市）
- サンフランシスコ美術館 - （アメリカ合衆国カリフォルニア州サンフランシスコ市）
- 太田川河川敷 - （静岡県磐田市）
- 財団法人池田20世紀美術館 - （静岡県伊東市）
- 静岡県浜松総合庁舎 - （静岡県浜松市）
- 浜松市立高等学校 - （静岡県浜松市）
- 福田健康福祉会館（リフレU） - （静岡県磐田市）
- 浜松市美術館 - （静岡県浜松市）
- 掛川市立中央図書館 - （静岡県掛川市）

## 書籍
- 柳澤紀子　全作品1964-2017 阿部出版　ISBN 978-4872424508
- 浙江・静岡文化芸術交流　柳澤紀子版画作品展　浙江人民美術出版社　浙江美術館編 ISBN 978-7-5340-6015-1

### 主なバプリックコレクション[2]

#### 国内
東京藝術大学美術館 / 埼玉県近代美術館 / 宮崎県立美術館 / 茨城県近代美術館 / 静岡県教育委員会 / 東日本鉄道文化財団 / 池田20世紀美術館 / 掛川市二の丸美術館 / 掛川市中央図書館 / 黒部市美術館 / 静岡市立中央図書館 / 沼津市庄司美術館 / 浜松市美術館 / 浜松市楽器博物館 / 町田市立国際版画美術館 / 松本市美術館 / 磐田市福田健康福祉会館 / 酒田市美術館 / 城西国際大学水田美術館 / 常葉大学美術館 / 武蔵野美術大学美術資料図書館 / 駿府博物館 / 平野美術館

#### 海外
テイコティン日本美術館(イスラエル) / サークレーギャラリー スミソニアン (米国) / サンフランシスコ市立美術館 (米国) / 米国議会図書館 / バングラデシュ・シルバカラアカデミー / ブルガリアナショナルギャラリー / ルーマニア国立美術館/浙江美術館